# Tuzla – Novi grad I
Novi grad I je mjesna zajednica grada Tuzle.

## Zemljopisni položaj
Nalazi se sa sjeverne strane Jale, kod ušća Soline. Oko Novog grada su Bulevar, Zlokovac, Brčanska malta i Ušće.

## Povijest
Dan mjesne zajednice je 15. svibnja. Tog dana je u prostorijama mjesne zajednice 15. svibnja 1992. stvorena ratna postaja policije Brčanska malta. Pripadnici su sudjelovali u obrani grada od velikosrpske agresije.

## Stanovništvo
Spada u urbano područje općine Tuzle. U njemu je 31. prosinca 2006. godine prema statističkim procjenama živjelo 4.696 stanovnika u 1.598 domaćinstava.